# Juan Antonio Benlliure y Tomás

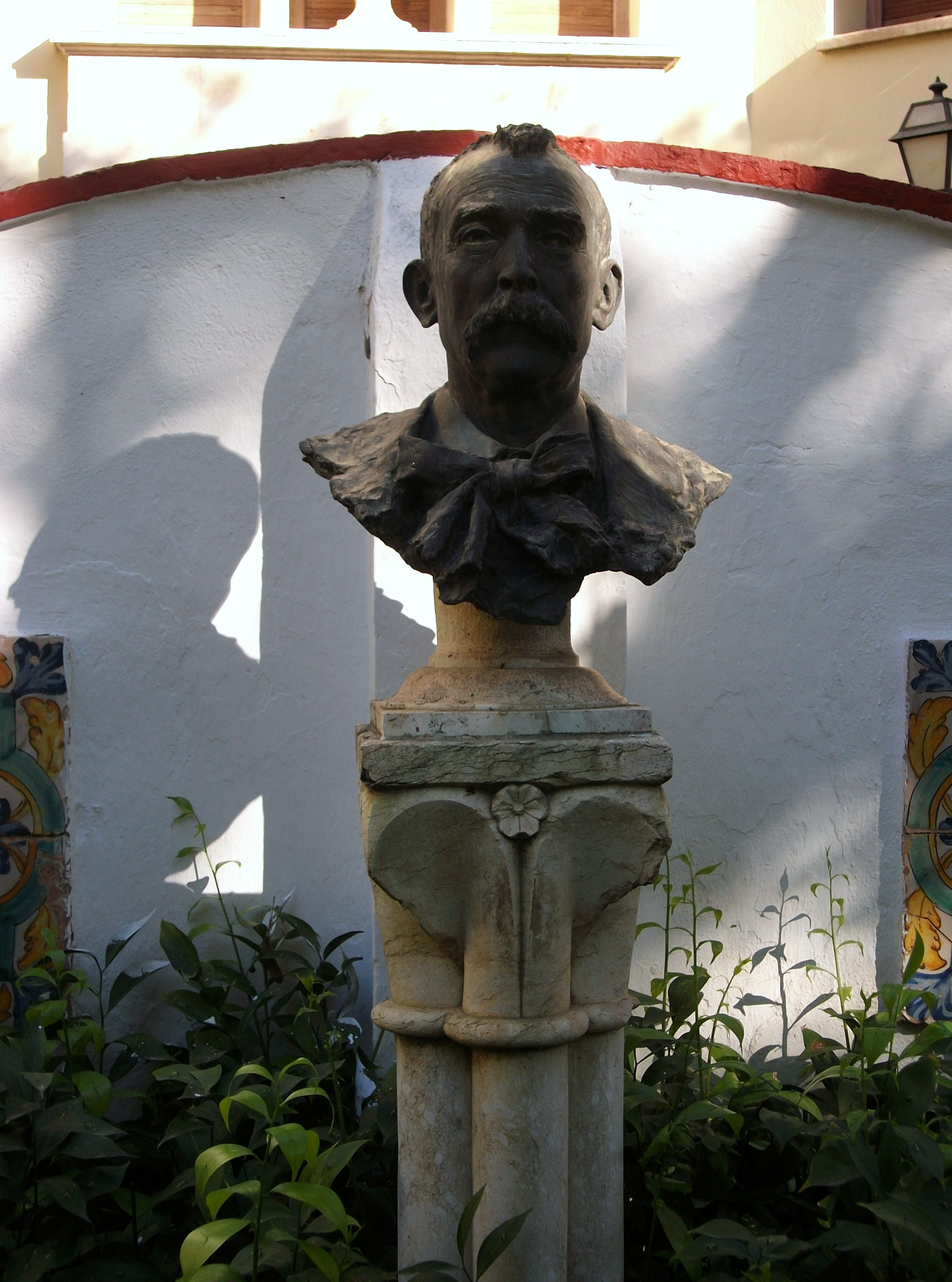
Juan Antonio Benlliure y Tomás, esculpido en 1904 por su hijo Mariano. Patio de la Casa-Museo Benlliure (Valencia).

Juan Antonio Benlliure y Tomás (Villanueva del Grao, 13 de marzo de 1832 - Valencia, 1906) fue un pintor decorador español. Nacido de una familia de pescadores en El Cabañal. Estudió en la academia de San Carlos de Valencia, y desarrolló su arte en un taller de pintura decorativa. Hizo también algunos trabajos de escenografía (e incluso trabajó como obrero en el derribo de las viejas murallas de la capital valenciana). 
De su matrimonio en 1851 con Ángela Gil Campos (Alacuás 1829-Valencia 1907) sobrevivieron seis hijos, una niña, María y cinco varones, cuatro de ellos artistas y nacidos en este orden: Blas Benlliure (1852-1936), pintor y decorador; José Benlliure (1855-1937), pintor (y padre a su vez, de Peppino Benlliure, también pintor); Juan Antonio Benlliure (1860- 1930), pintor; y Mariano Benlliure (1862-1947), escultor. Ángela falleció un año después que su marido.
Se conservan algunos retratos, como el realizado por su hijo Juan Antonio hacia 1880, o el que hizo Mariano en 1894, que usó a su padre como modelo en 1904 para la estatua de Antonio Trueba por encargo de la diputación vizcaína y que se esculpió finalmente en 1904, aunque no se fundió en bronce hasta 1908, ya muerto el cabeza de familia.